# Хаммаршельд, Эмилия
Эмили Огаста Кристина Хаммаршельд, урожденная Холмберг, (швед. Emelie Holmberg; 6 мая 1821 года – 26 марта 1854 года) — американский композитор, певица, пианистка, музыкальный педагог и органистка шведского происхождения.

## Жизнь в Швеции
Эмили Холмберг родилась в Стокгольме, Швеция. Ее родителями были купец Карл Кристиан Холмберг (Carl Christian Holmberg) и его жена Эмили Хеллгрен.  Девочку, имеющую музыкальные способности взяли на обучение композитор Эдуард Брендлер и его жена Ульрика (Бук) Брендлер (1803-1841).  Музыкой с нею занимались также композитор и педагог Эрик Дрэйк (1788-1870) и композитор и органист Йохан Петер Cronhamn (1803-1875). В 1836 году Эмили Холмберг опубликовала свою первую музыкальную композицию. Эмили Холмберг дебютировала в 1838 году как певица и пианистка.  В 1841 году она основала в Стокгольме музыкальный институт. В том же году она совершила  поездку в Париж с поэтом Юлией Найберг. 27 мая 1841 года Эмили Холмберг была избрана в члены Королевской шведской Академии музыки.

## Иммиграция
В 1844 году Эмили Холмберг вышла замуж за Педера Яльмара Хаммаршельда (Peder Hjalmar Hammarskjöld, 1817-1861), владельца литейного завода Skultuna mässingsbruk.  В том же году, из-за притязаний кредиторов, супруги эмигрировали в Соединенные Штаты.  В США Эмили Хаммаршельд совершила большой тур, прошедший с успехом; провела концерт в Оружейном зале в Вашингтоне,  Колумбия.  В феврале 1845 года выступала, как пианистка в Новом Орлеане. Потом работала, как органист, в Чарльстоне, Южная Каролина.
Эмили Хаммаршельда имела трех дочерей. Скончалась она  в 1854 году во время родов  четвертого ребенка,  в городе Чарльстоне, Южная Каролина.

## Сочинения
- Sånger för en eller flera röster med piano (utg 1835). 12 stycken.
- Nya sånger med accompagnement af pianoforte (utg 1839).
- Sånger vid Pianoforte (utg 1841). 9 stycken.
- Nio sånger vid pianoforte (utg 1843).
- Sånger med accompagnement af pianoforte (utan år). 8 stycken.
- Hök och Dufva, text Carl Fredric Dahlgren.
- Göken gal i lunden, text Karl Fredrik Dahlgren.
- Ur stormarna ser jag en aflägsen, text Carl Wilhelm Böttiger.
- Sof, oroliga hjärta, sof, text Johan Ludvig Runeberg.
- Till skogs en liten fågel flög, text Per Daniel Amadeus Atterbom.